# Riconquista della Tripolitania
La riconquista della Tripolitania indica un periodo storico - tra il 1922 ed il 1925 - durante il quale il regio esercito italiano fu impegnato in un'operazione di repressione nella libia italiana, contro la resistenza libica, guidata dalla dinastia dei Karamanli.

## Situazione della Libia
L'invasione italiana della Libia nell'autunno 1911 (prime operazioni belliche il 29 settembre, sbarchi a Tobruch il 4 ottobre e a Tripoli, il 5 ottobre) fu preceduta da una preparazione diplomatica pressoché perfetta e accompagnata da una grande mobilitazione dell'opinione pubblica italiana.. Mancava, tuttavia, una preparazione politico-militare specifica; era infatti convinzione diffusa che fosse necessario fronteggiare poche migliaia di soldati turchi, e non la popolazione libica, la cui dura resistenza (esplosa il 23 ottobre nei combattimenti di Sciara Sciat, un quartiere di Tripoli) fu accolta con sorpresa. L'aspettativa del governo italiano ai primordi della guerra era di contenere la durata del conflitto in pochi mesi, tanto che già il 5 novembre 1911 (quindi in una situazione militare tutt'altro che chiara) veniva emanato il decreto di annessione della Tripolitania e della Cirenaica. Il corpo di spedizione italiano fu portato rapidamente a 100 000 uomini (quasi la metà della forza di pace dell'esercito), ma si trattava di truppe di leva, non adeguatamente preparate a muoversi nel territorio desertico. L'occupazione italiana fu quindi limitata alla zona costiera.
 Il trattato di Ouchy (12 ottobre 1912), con cui la Turchia rinunciava alla sovranità sulle regioni libiche, non comportò la fine della resistenza, sebbene indebolita dall'interruzione dei pochi rifornimenti dall'estero e dal progressivo ritiro degli ufficiali turchi. La stanchezza delle tribù seminomadi dell'interno permise tuttavia un miglioramento della situazione; nel 1913-1914 l'occupazione italiana fu estesa alla Tripolitania settentrionale, e il colonnello Miani, in testa ad una colonna di àscari eritrei, si spinse fino al lontano Fezzan. Fino al 1921 il dominio italiano restava comunque precario, limitato ad una esigua fascia costiera.

## La Tripolitania
Nel 1911 la Tripolitania italiana contava una popolazione di circa 550 000 abitanti, in massima parte nella stretta fascia costiera ormai assoggettata; le tribù seminomadi si dimostrarono quasi sempre incapaci di fare fronte comune dinanzi ai progressi italiani. La difficoltà della conquista non proveniva quindi dal numero degli avversari, armati di soli fucili, ma dall'ambiente desertico, impenetrabile alla fanteria italiana e ai suoi pesanti convogli di rifornimenti.
I successi italiani furono dovuti all'utilizzazione della superiorità tecnologica e organizzativa. Alcune decine di aerei (bombardieri Caproni e ricognitori SVA della prima guerra mondiale, seguiti dai più efficienti ricognitori Ro.1) uniti all'abilità di straordinari piloti (capaci di volare sul deserto con la sola bussola) e meccanici (che adattavano gli apparecchi all'ambiente) permisero di rovesciare il rapporto con il deserto: prima le colonne italiane erano cieche e i libici potevano attaccarle di sorpresa, ora gli aerei raggiungevano i gruppi nemici a grande distanza, ne segnalavano i movimenti e li attaccavano senza che potessero sottrarvisi. L'altro strumento decisivo fu la radio, che garantiva il collegamento tra gli aerei, i comandi e le forze italiane, che ora potevano muovere nel deserto, aggirare e sorprendere il nemico. Queste forze erano costituite da battaglioni di ascari eritrei, quando possibile autocarrati, da autoblindo, a seconda de terreni da cavalleria libica o da meharisti reclutati tra gli stessi seminomadi che dovevano combattere, rispetto ai quali erano superiori per armamento, cavalcature, collegamenti. In complesso le forze mobili in Tripolitania non superarono i 10-12 000 uomini, in gran parte eritrei e libici; erano italiani gli ufficiali, gli aviatori, gli specialisti, mentre i reparti di fanteria nazionale e di milizia presenti in Libia avevano di regola compiti di presidio nelle località costiere.

## L'inizio della riconquista
La riconquista iniziò nel luglio 1921 con l'arrivo del nuovo governatore della Tripolitania, il banchiere veneziano Giuseppe Volpi. Questi, supportato dal ministro delle Colonie, il liberale Giovanni Amendola, impresse subito una sterzata alle demoralizzate guarnigioni ormai abituate a vivere alla giornata. All'alba del 26 gennaio 1922, realizzando una sorpresa tattica, carabinieri, zaptié ed eritrei sbarcarono a Misurata Marittima, occupandone la località; era l'inizio della svolta che in poco più di un anno si sarebbe conclusa con l'occupazione di tutta la Tripolitania.
Le operazioni si susseguirono con rapidità. Il 1º giugno 1922, con una manovra convergente, quattro colonne, una delle quali comandata dallo sconosciuto colonnello Graziani, piombarono su Nalut sorprendendo i ribelli. La Gefara fu rastrellata, il Garian occupato.
Alla fine del 1922, per merito del conte Volpi, Misurata Marina e tutta la Tripolitania fino al ciglio del Gebel erano già nelle mani italiane.

## Riconquista di Tarhuna
Alla fine del gennaio 1923 venivano fatte convergere su Tarhuna, importante centro carovaniero a sud-est di Tripoli, tre colonne:
- la colonna della Msellata (colonnello Pizzari: 3 100 fucili, 300 cavalieri, 4 pezzi) partì il 29 gennaio da Tagiura e, procedendo lungo la costa per Gasr Garabulli, il 29 stesso vi respinse un violento attacco dei ribelli e sostenne un altro vittorioso combattimento il 1º febbraio a Fondug el Naggaza. Il 2 si unì alle forze mobili uscite da Homs, il 4 raggiunse el Gusbat, dove catturò armi e bestiame;
- la colonna della Gefara (tenente colonnello Belly: 1 400 fucili, 220 cavalieri, 4 pezzi) mosse da Azizia per l'Uadi Milga e il 2 febbraio si impadronì di Sidi el Uled, alquanto ad occidente di Tarhuna;
- la colonna del Gebel (colonnello Graziani: 3 700 fucili. 350 cavalieri, 4 pezzi) dal Garian mosse il 31 verso sud-est sino ai pozzi di Magleb el Me e vi disperse gruppi di armati nemici, il 4 attaccò le forti posizioni di Gasr el Hagera che sbarravano la via di accesso a Tarhuna e se ne impadronì nella giornata stessa, lanciando la cavalleria all'inseguimento. Proseguì il 5 avanzando sino a pochi chilometri da Tarhuna.

La mattina del 6 febbraio la colonna Graziani puntò celermente su Tarhuna e, abbattendo le ultime resistenze dell'avversario, vi entrò alle ore 18, issando subito il tricolore sull'alto del castello.
I ribelli fuggirono nel massimo disordine, abbandonando armi e munizioni e in parte si arresero. Nel corso delle operazioni avevano perduto ben 1 500 uomini.
Di lì a poco si provvide alla sistemazione della nuova importantissima zona, procedendo al disarmo delle popolazioni che si presentarono in massa a rendere atto di sottomissione.

## Rioccupazione di Sliten e di Misurata
Riordinate le truppe, il governatore Volpi ordinò il proseguimento delle operazioni verso Sliten e Misurata.

Parteciparono alle nuove operazioni due colonne: il gruppo Pizzari, forte di 3 900 fucili, 300 cavalieri e 4 pezzi, e il gruppo Graziani, 3 500 fucili, 350 cavalieri e 4 pezzi.
Mentre il gruppo Pizzari avanzava direttamente su Sliten lungo le vie costiere, la colonna Graziani per la via più interna di Bir Summit e Mager doveva minacciare il fianco ed il rovescio delle bande ribelli che avessero tentato di opporsi all'avanzata della colonna Pizzari.
Entrambe le colonne, superando frequenti e ostinate resistenze, riuscirono ad avanzare: il 22 febbraio, la colonna Pizzari era a Sidi Saldi e la colonna Graziani a Ras el Gattar. Il 23 la colonna Pizzari occupò Zliten, mentre quella di Graziani s'impadronì delle alture di Mager. L'avanzata generale venne ripresa il giorno 25 e alla sera del 26 l'avanguardia della colonna Pizzari entrò in Misurata unitamente alle truppe del presidio di Misurata Marina. Contemporaneamente la colonna Graziani raggiunse Bir Rabbud e il mattino successivo Bir Fallagia.
Cadde così definitivamente in mano italiana l'importante sede della Giamuria.

Nel maggio venne raggiunta Taorga, dove i ribelli, sebbene superiori di numero, vennero travolti presso Bir Tagemut.
Venne allora deciso dal Governatore un'altra energica azione da parte di tre colonne italiane agli ordini dei colonnelli Mezzetti, Marghinotti e Gallina. I gruppi ribelli vennero battuti in numerose località, lasciando complessivamente sul terreno 1 300 morti, mentre le perdite italiane ammontarono a 204 morti, 474 feriti e 3 dispersi. Più tardi, gli Arabi tentarono ancora alcune sorprese, nell'ottobre contro il presidio italiano di Zintan, nel novembre contro Ulad Mahamud, nel dicembre contro Nalut, ma vennero sempre respinti con gravi perdite.

## Rioccupazione della regione degli Orfella
Per agire nella regione degli Orfella, ad oriente, nella quale si aggiravano numerose mehalle capeggiate dal capo degli Orfella, Abd en Nebi Belcher, vennero costituite ben sei colonne:
- Graziani (colonna del Gebel): forte di 400 fucili, 530 cavalieri. 4 pezzi;
- Mezzetti (colonna orientale): 3 500 fucili, 520 cavalieri, 4 pezzi;
- Marghinotti: 850 fucili, 130 cavalieri, 2 pezzi;
- Malta: 800 fucili;
- Volpini: 500 fucili, 50 cavalieri;
- Galliani: 250 fucili, 90 cavalieri.

A disposizione del comando, assunto dal generale Graziani, rimaneva una riserva generale composta di un battaglione eritreo e due squadroni savari.
Tra il 15 e il 22 dicembre le colonne Mezzetti e Marghinotti da oriente convennero su Sedada, catturandovi una grande quantità di armi e munizioni.
Tra il 23 e il 28 dicembre la colonna Graziani, partendo da Tarhuna, avanzò su Beni Ulid, verso cui convennero anche le colonne Mezzetti e Marghinotti. Nella giornata del 27, superata una dura resistenza, la colonna Graziani entrò in Beni Ulid, dove venne alzata la bandiera sul Castello dallo stesso battaglione libico che nel 1915, agli ordini del maggiore Brighenti, vi era stato fatto prigioniero.
Il 28, la colonna Malta, avanzando da Garian per Gasr Tininai, giunse a Scemech, dove disperse altre mehalle ribelli.
Così anche il territorio degli Orfella ritornava in possesso degli italiane al costo di limitatissime perdite, mentre invece assai gravi erano quelle inflitte ai ribelli.

## Rioccupazione di Gadames e Misda
Nel febbraio dello stesso anno, il Governatore fece iniziare una metodica battuta da parte di meharisti e cavalieri su tutto il territorio di Nalut. Il 4, una colonna agli ordini del maggiore Volpini, forte di un migliaio di fucili, 240 meharisti e 70 cavalieri, avanzò verso Sinauen, che occupò il 7, e, lasciatovi un presidio, mosse verso Gadames, che occupò il 15, dopo aver superato qualche resistenza presso Bir el Uotia.
Il 10 aprile, anche Misda venne facilmente rioccupata da un gruppo sahariano.
L'occupazione delle regioni di Gadames e di Misda diede ben presto altri vantaggi, poiché poterono essere riallacciate le relazioni con le popolazioni di Ghat, del Fezzan e coi tuareg, potendo così iniziare nuove operazioni verso le regioni più interne.

## Rioccupazione della Sirtica
Per riavere il possesso della Tripolitania settentrionale non mancava più che la rioccupazione della Sirtica, nella quale si erano rifugiati capi ed armati dei territori nuovamente conquistati.
Il Governatore ritenne opportuno questa volta far precedere una breve preparazione politica, mediante la quale si ottenne di far rientrare nei loro paesi numerose genti del Misuratino e degli Orfella. Poi, decise di agire energicamente.
Venne dato l'incarico al colonnello Mezzetti che, concentrate le sue forze - 3 battaglioni, 3 squadroni, 1 batteria, e altri elementi - nei pressi di Misurata, avanzò lungo la costa occidentale della gran Sirte e, dopo aver superato qualche resistenza avversaria a Gasr Bu Hadi, il 23 novembre 1924 entrò in Sirte.
Con tali azioni venne chiuso, dopo 35 mesi di avveduta azione politica e militare, il ciclo che riconduceva sotto il diretto dominio italiano tutta la Tripolitania settentrionale. Da allora, l'attività del Governo della Tripolitania si dedicò alla preparazione delle truppe e specialmente alla costituzione di speciali reparti sahariani, nonché alla organizzazione politico-militare del territorio con la istituzione di «Commissariati civili» nel Gebel e con la creazione del «Comando dei territori del sud tripolitano», comprendente sin da allora, oltre ai territori del Gebel e degli Orfella, anche quelli più lontani: la Ghibla, la Giofra e il Fezzan.